# Слабенко Сергій Іванович
Слабенко Сергій Іванович (28 серпня 1965, Луцьк — 30 липня 2023, Запорізька область) — український політик. Народний депутат України 4-го скликання від 19-го виборчого округу від блоку Віктора Ющенка «Наша Україна».

## Життєпис
Народився 28 серпня 1965 року у місті Луцьку Волинської області.
У червні 1982 року закінчив ЗОШ № 5 міста Луцька, у липні 1983-го — Луцьке ТУ № 1.
У вересні-листопаді 1983-го — робітник Луцького тарно-бондарного комбінату, з листопада 1983-го призваний на військову службу до лав Збройних сил СРСР.
З серпня 1984 року по липень 1988 року навчався у  Курганському вищому військово-політичному авіаційному училищі за спеціальністю «військово-політична авіація». Кваліфікація — «вчитель історії та суспільствознавства».
З липня 1988-го по травень 1991-го — служба в Чернігівському ВВАУЛ на посаді заступника командира роти зв'язку та радіотехнічного забезпечення. Звільнений в запас у зв'язку з скороченням штатів.
З липня 1991 року по грудень 1993-го — інженер Луцького міського центру зайнятості населення.
З вересня 1992-го по липень 1993 року — Міжнародний інститут ринкових відносин та підприємництва міста Києва. Спеціальність — організація управління виробництвом, кваліфікація — менеджер-економіст.
Грудень 1993-го — жовтень 1994-го — менеджер-фінансист в ТзОВ «Юнона» та у Волинській філії АТ «Омета-Інстер» (Луцьк).
Жовтень 1994 року — грудень 1997-го — менеджер-фінансист, начальник відділу програмного забезпечення в ТзОВ фірма «Континіум» (Луцьк).
З травня 1994-го по квітень 2004 року працював у приватних структурах міста Луцька на посадах директора, виконавчого директора та генерального директора.
З листопада 1999 по липень 2002 року — МАУП (місто Київ). Спеціальність — правознавство, кваліфікація — юрист.
Травень 2002-го — травень 2006 року — народний депутат України, голова підкомітету з питань діяльності судів, судочинства та судово-правової реформи Комітету Верховної Ради України з питань правової політики, Верховна Рада України 4-го скликання.
З травня 2006 року — депутат Волинської обласної ради 5-го скликання.
З червня 2006-го по жовтень 2009-го — заступник голови Атестаційної палати Волинської кваліфікаційно-дисциплінарної комісії адвокатури.
З червня 2010-го — член Атестаційної палати Волинської кваліфікаційно-дисциплінарної комісії адвокатури.
У жовтні 2010 року обраний депутатом Волинської обласної ради за списком партії «Наша Україна».
Був керівником фракції «Наша Україна» у Волинській обласній раді, членом постійної комісії з питань екології, раціонального використання природних ресурсів.
Член політичної партії «Наша Україна».
Одружений, виховував сина та доньку.
Під час широкомасштабного вторгнення Росії в Україну був призваний на військову службу по мобілізації до складу військової частини на посаду начальника відділення поточних бойових дій командного пункту штабу. Мав військове звання підполковник.
Загинув 30 липня 2023 під час боїв на Запорізькому напрямку.